# فرودگاه اودنسا
فرودگاه اودنسا (به انگلیسی: Odense Airport) (به زبان بومی: Odense Lufthavn) یک فرودگاه همگانی با کد یاتا ODE است که یک باند فرود آسفالت دارد و طول باند آن ۲۰۰۰ متر است. این فرودگاه در شهر اودنس کشور دانمارک قرار دارد و در ارتفاع ۱۷ متری از سطح دریا واقع شده‌است.